# Centrosema floridanum
Centrosema floridanum är en ärtväxtart som först beskrevs av Nathaniel Lord Britton, och fick sitt nu gällande namn av Olga Korhoven Lakela. Centrosema floridanum ingår i släktet Centrosema och familjen ärtväxter. Inga underarter finns listade i Catalogue of Life.